# رد راک (اکلاهما)
رد راک(به انگلیسی: Red Rock) شهری در ایالت اکلاهما در کشور ایالات متحده آمریکا است که جمعیت این شهر در سرشماری سال ۲۰۱۰ میلادی، برابر با ۲۸۳ نفر بوده‌است.